# Lillehammer Triple 2017
Das 1. Lillehammer Triple 2017 war eine Reihe von Skisprungwettkämpfen, die als Auftakt des Skisprung-Weltcups 2017/18 zwischen dem 1. und 3. Dezember 2017 stattfand. Die Wettkämpfe wurden von dem Lysgårdsbakken in Lillehammer in Norwegen ausgetragen. Die Wettkampfserie bestand aus drei Einzelwettbewerben, von denen zunächst zwei Wettbewerbe auf der Normalschanze und danach ein Wettbewerb auf der Großschanze ausgetragen wurden.
Die Gesamtwertung gewann die Deutsche Katharina Althaus mit 842,1 Punkten vor der Norwegerin Maren Lundby (823,1) und der Japanerin Sara Takanashi (776,0).

## Teilnehmerinnen
Es nahmen 61 Athletinnen aus 17 Nationen am Lillehammer Triple 2017 teil:
| Nation              | Anzahl | Athletinnen |
| ------------------- | ------ | --- |
| Norwegen            | 4      | Maren Lundby, Silje Opseth, Anna Odine Strøm, Thea Sofie Kleven                                                      |
| Deutschland         | 6      | Katharina Althaus, Gianina Ernst, Juliane Seyfarth, Carina Vogt, Svenja Würth, Anna Rupprecht                        |
| Finnland            | 2      | Julia Kykkänen, Susanna Forsström                                                                                    |
| Frankreich          | 5      | Julia Clair, Léa Lemare, Lucile Morat, Romane Dieu, Coline Mattel                                                    |
| Italien             | 4      | Lara Malsiner, Manuela Malsiner, Evelyn Insam, Elena Runggaldier                                                     |
| Japan               | 4      | Yūki Itō, Kaori Iwabuchi, Yūka Setō, Sara Takanashi                                                                  |
| Kanada              | 5      | Natasha Bodnarchuk, Natalie Eilers, Nicole Maurer, Abigail Strate, Atsuko Tanaka                                     |
| Kasachstan          | 1      | Walentina Sderschikowa                                                                                               |
| Österreich          | 4      | Chiara Hölzl, Jacqueline Seifriedsberger, Claudia Purker, Elisabeth Raudaschl                                        |
| Polen               | 2      | Kamila Karpiel, Kinga Rajda                                                                                          |
| Rumänien            | 1      | Daniela Haralambie                                                                                                   |
| Russland            | 6      | Irina Awwakumowa, Sofja Tichonowa, Anastassija Barannikowa, Alexandra Baranzewa, Xenija Kablukowa, Alexandra Kustowa |
| Slowenien           | 6      | Urša Bogataj, Ema Klinec, Nika Križnar, Špela Rogelj, Maja Vtič, Katja Požun                                         |
| Tschechien          | 3      | Barbora Blažková, Jana Mrákotová, Zdeňka Pešatová                                                                    |
| Ungarn              | 1      | Virág Vörös |
| Vereinigte Staaten  | 5      | Nita Englund, Tara Geraghty-Moats, Sarah Hendrickson, Nina Lussi, Abby Ringquist                                     |
| Volksrepublik China | 2      | Chang Xinyue, Li Xueyao                                                                                              |

## Übersicht
| Datum         | Ort           | Schanze              | Anmerkung     | Siegerin          | Zweite            | Dritte         | Führende          |
| ------------- | ------------- | -------------------- | ------------- | ----------------- | ----------------- | -------------- | ----------------- |
| 01.12.2017    | Lillehammer   | Lysgårdsbakken HS98  |               | Maren Lundby      | Katharina Althaus | Carina Vogt    | Maren Lundby      |
| 02.12.2017    | Lillehammer   | Lysgårdsbakken HS98  |               | Katharina Althaus | Maren Lundby      | Yūki Itō       | Maren Lundby      |
| 03.12.2017    | Lillehammer   | Lysgårdsbakken HS140 |               | Katharina Althaus | Maren Lundby      | Sara Takanashi | Katharina Althaus |
| Gesamtwertung | Gesamtwertung | Gesamtwertung        | Gesamtwertung | Katharina Althaus | Maren Lundby      | Sara Takanashi |                   |

## Wettkämpfe

### Normalschanze I
HS98
Die Qualifikation für das erste Springen von der Normalschanze fand am 30. November 2017 statt. Am 1. Dezember 2017 wurde der Wettkampf ausgetragen.
| Rang | Name              | Weite 1 | Weite 2 | Punkte |
| ---- | ----------------- | ------- | ------- | ------ |
| 01.  | Maren Lundby      | 96,0 m  | 96,0 m  | 271,5  |
| 02.  | Katharina Althaus | 94,0 m  | 93,0 m  | 262,2  |
| 03.  | Carina Vogt       | 92,0 m  | 88,5 m  | 252,2  |
| 04.  | Sara Takanashi    | 93,0 m  | 89,0 m  | 252,0  |
| 05.  | Yūki Itō          | 93,5 m  | 87,5 m  | 246,1  |
| 06.  | Svenja Würth      | 85,0 m  | 90,0 m  | 234,6  |
| 07.  | Irina Awwakumowa  | 85,5 m  | 86,5 m  | 233,9  |
| 08.  | Gianina Ernst     | 87,0 m  | 88,0 m  | 231,5  |
| 09.  | Špela Rogelj      | 87,5 m  | 84,5 m  | 226,7  |
| 10.  | Urša Bogataj      | 86,5 m  | 90,0 m  | 225,9  |
| 11.  | Juliane Seyfarth  | 85,5 m  | 89,0 m  | 224,5  |
| 12.  | Chiara Hölzl      | 84,0 m  | 89,0 m  | 223,3  |
| 13.  | Léa Lemare        | 84,0 m  | 90,0 m  | 223,0  |
| 14.  | Lara Malsiner     | 83,5 m  | 92,5 m  | 221,6  |
| 15.  | Yūka Setō         | 84,5 m  | 88,0 m  | 221,2  |

| Rang | Name                       | Weite 1 | Weite 2 | Punkte |
| ---- | -------------------------- | ------- | ------- | ------ |
| 16.  | Kaori Iwabuchi             | 90,0 m  | 84,0 m  | 220,1  |
| 17.  | Manuela Malsiner           | 82,5 m  | 92,0 m  | 219,9  |
| 18.  | Nika Križnar               | 85,0 m  | 86,5 m  | 215,8  |
| 19.  | Julia Clair                | 83,0 m  | 86,0 m  | 210,5  |
| 20.  | Jacqueline Seifriedsberger | 78,5 m  | 87,0 m  | 209,3  |
| 20.  | Daniela Haralambie         | 83,5 m  | 86,5 m  | 209,3  |
| 22.  | Julia Kykkänen             | 86,0 m  | 85,5 m  | 209,1  |
| 23.  | Sofja Tichonowa            | 80,5 m  | 87,0 m  | 206,3  |
| 24.  | Anna Rupprecht             | 81,5 m  | 86,0 m  | 205,3  |
| 25.  | Silje Opseth               | 81,0 m  | 85,0 m  | 201,8  |
| 26.  | Ema Klinec                 | 80,0 m  | 84,5 m  | 199,7  |
| 27.  | Chang Xinyue               | 80,5 m  | 82,0 m  | 193,2  |
| 28.  | Anna Odine Strøm           | 77,5 m  | 83,5 m  | 190,6  |
| 29.  | Alexandra Baranzewa        | 80,0 m  | 79,0 m  | 182,4  |
| 30.  | Nita Englund               | 79,5 m  | 78,5 m  | 180,3  |

### Normalschanze II
HS98
Das zweite Springen von der Normalschanze und die Qualifikation dafür fanden am 2. Dezember 2017 statt.
| Rang | Name              | Weite 1 | Weite 2 | Punkte |
| ---- | ----------------- | ------- | ------- | ------ |
| 01.  | Katharina Althaus | 98,5 m  | 93,0 m  | 271,7  |
| 02.  | Maren Lundby      | 98,5 m  | 92,5 m  | 267,3  |
| 03.  | Yūki Itō          | 95,0 m  | 88,0 m  | 249,2  |
| 04.  | Sara Takanashi    | 94,5 m  | 87,0 m  | 248,2  |
| 05.  | Svenja Würth      | 97,0 m  | 84,0 m  | 235,1  |
| 06.  | Irina Awwakumowa  | 93,5 m  | 85,0 m  | 234,6  |
| 07.  | Carina Vogt       | 88,0 m  | 88,0 m  | 232,9  |
| 08.  | Lara Malsiner     | 92,0 m  | 86,5 m  | 228,9  |
| 09.  | Špela Rogelj      | 90,5 m  | 84,5 m  | 224,2  |
| 10.  | Nika Križnar      | 87,5 m  | 87,0 m  | 223,6  |
| 11.  | Lucile Morat      | 90,5 m  | 84,5 m  | 220,5  |
| 12.  | Juliane Seyfarth  | 83,5 m  | 88,0 m  | 219,1  |
| 13.  | Yūka Setō         | 91,5 m  | 83,0 m  | 218,2  |
| 14.  | Gianina Ernst     | 89,5 m  | 85,0 m  | 216,1  |
| 14.  | Urša Bogataj      | 89,5 m  | 85,0 m  | 216,1  |

| Rang | Name                       | Weite 1 | Weite 2 | Punkte |
| ---- | -------------------------- | ------- | ------- | ------ |
| 16.  | Chiara Hölzl               | 84,0 m  | 84,5 m  | 213,5  |
| 17.  | Manuela Malsiner           | 86,0 m  | 84,5 m  | 213,1  |
| 18.  | Léa Lemare                 | 87,0 m  | 84,0 m  | 212,5  |
| 19.  | Kaori Iwabuchi             | 86,0 m  | 83,0 m  | 208,7  |
| 20.  | Ema Klinec                 | 85,0 m  | 80,5 m  | 205,7  |
| 21.  | Silje Opseth               | 84,5 m  | 82,5 m  | 204,8  |
| 22.  | Jacqueline Seifriedsberger | 86,0 m  | 78,5 m  | 203,7  |
| 23.  | Anna Odine Strøm           | 87,0 m  | 81,0 m  | 201,7  |
| 24.  | Daniela Haralambie         | 87,0 m  | 80,0 m  | 201,1  |
| 25.  | Anna Rupprecht             | 83,0 m  | 81,0 m  | 200,9  |
| 26.  | Chang Xinyue               | 86,5 m  | 84,5 m  | 200,3  |
| 27.  | Julia Kykkänen             | 85,0 m  | 77,0 m  | 199,3  |
| 28.  | Maja Vtič                  | 79,5 m  | 82,5 m  | 196,1  |
| 29.  | Sofja Tichonowa            | 85,5 m  | 76,0 m  | 195,9  |
| 30.  | Julia Clair                | 81,5 m  | 79,0 m  | 192,5  |

| Rang | Name              | Punkte |
| ---- | ----------------- | ------ |
| 01.  | Maren Lundby      | 538,8  |
| 02.  | Katharina Althaus | 533,9  |
| 03.  | Sara Takanashi    | 500,2  |
| 04.  | Yūki Itō          | 495,3  |
| 05.  | Carina Vogt       | 485,1  |
| 06.  | Svenja Würth      | 469,7  |
| 07.  | Irina Awwakumowa  | 468,5  |
| 08.  | Špela Rogelj      | 450,9  |
| 09.  | Lara Malsiner     | 450,5  |
| 10.  | Gianina Ernst     | 447,6  |

### Großschanze
HS140
Das Training für das dritte Springen von der Großschanze fand am 2. Dezember 2017 im Anschluss an den zweiten Wettbewerb auf der Normalschanze statt. Am 3. Dezember 2017 wurde der Wettkampf ausgetragen. Es waren nur die besten 30 Springerinnen des Gesamt-Weltcups startberechtigt. Da Anna Rupprecht ihr Knie nach ihrer Kreuzbandverletzung im vorherigen Jahr schonen wollte und deshalb auf einen Start verzichtete, waren nur 29 Athletinnen gemeldet. Da dies das erste Weltcup-Springen der Frauen auf dieser Großschanze war, wurde ein neuer Schanzenrekord aufgestellt. Diesen setzte zunächst Katharina Althaus im ersten Durchgang auf 138,5 Meter, den sie im Finaldurchgang noch auf 139,5 Meter verbesserte.
| Rang | Name              | Weite 1 | Weite 2 | Punkte |
| ---- | ----------------- | ------- | ------- | ------ |
| 01.  | Katharina Althaus | 138,5 m | 139,5 m | 308,2  |
| 02.  | Maren Lundby      | 130,0 m | 139,0 m | 284,3  |
| 03.  | Sara Takanashi    | 137,0 m | 136,0 m | 275,8  |
| 04.  | Irina Awwakumowa  | 128,5 m | 125,0 m | 250,7  |
| 05.  | Yūki Itō          | 122,5 m | 127,5 m | 249,4  |
| 06.  | Carina Vogt       | 137,0 m | 124,5 m | 246,7  |
| 07.  | Svenja Würth      | 124,5 m | 127,5 m | 237,3  |
| 08.  | Urša Bogataj      | 127,5 m | 113,5 m | 223,1  |
| 09.  | Lara Malsiner     | 118,0 m | 126,0 m | 219,9  |
| 10.  | Léa Lemare        | 121,0 m | 119,5 m | 219,8  |
| 11.  | Ema Klinec        | 119,0 m | 121,0 m | 218,0  |
| 12.  | Nika Križnar      | 130,0 m | 117,0 m | 217,8  |
| 13.  | Juliane Seyfarth  | 117,0 m | 121,0 m | 217,2  |
| 14.  | Lucile Morat      | 121,5 m | 115,5 m | 214,5  |
| 15.  | Manuela Malsiner  | 117,0 m | 118,5 m | 214,2  |

| Rang | Name                       | Weite 1 | Weite 2 | Punkte |
| ---- | -------------------------- | ------- | ------- | ------ |
| 16.  | Jacqueline Seifriedsberger | 115,5 m | 119,0 m | 212,1  |
| 17.  | Špela Rogelj               | 117,5 m | 117,0 m | 209,6  |
| 18.  | Chiara Hölzl               | 119,0 m | 114,5 m | 200,6  |
| 19.  | Yūka Setō                  | 117,5 m | 109,5 m | 195,1  |
| 20.  | Silje Opseth               | 118,5 m | 109,0 m | 190,2  |
| 21.  | Anna Odine Strøm           | 112,5 m | 114,0 m | 187,9  |
| 22.  | Maja Vtič                  | 115,0 m | 106,5 m | 183,8  |
| 23.  | Chang Xinyue               | 106,5 m | 125,0 m | 177,7  |
| 24.  | Daniela Haralambie         | 110,5 m | 110,0 m | 171,0  |
| 25.  | Sofja Tichonowa            | 113,0 m | 103,5 m | 169,6  |
| 26.  | Kaori Iwabuchi             | 099,5 m | 115,5 m | 166,1  |
| 27.  | Julia Kykkänen             | 105,5 m | 108,0 m | 159,9  |
| 28.  | Gianina Ernst              | 108,0 m | 098,5 m | 137,6  |
| 29.  | Julia Clair                |         | 113,0 m | 096,6  |

## Gesamtwertung
| Rang | Name                       | Punkte |
| ---- | -------------------------- | ------ |
| 01.  | Katharina Althaus          | 842,1  |
| 02.  | Maren Lundby               | 823,1  |
| 03.  | Sara Takanashi             | 776,0  |
| 04.  | Yūki Itō                   | 744,7  |
| 05.  | Carina Vogt                | 731,8  |
| 06.  | Irina Awwakumowa           | 719,2  |
| 07.  | Svenja Würth               | 707,0  |
| 08.  | Lara Malsiner              | 670,4  |
| 09.  | Urša Bogataj               | 665,1  |
| 10.  | Juliane Seyfarth           | 660,8  |
| 11.  | Špela Rogelj               | 660,5  |
| 12.  | Nika Križnar               | 657,2  |
| 13.  | Léa Lemare                 | 655,3  |
| 14.  | Manuela Malsiner           | 647,2  |
| 15.  | Chiara Hölzl               | 637,4  |
| 16.  | Yūka Setō                  | 634,5  |
| 17.  | Jacqueline Seifriedsberger | 625,1  |
| 18.  | Ema Klinec                 | 623,4  |
| 19.  | Silje Opseth               | 596,8  |
| 20.  | Kaori Iwabuchi             | 594,9  |
| 21.  | Gianina Ernst              | 585,2  |
| 22.  | Daniela Haralambie         | 581,4  |

| Rang | Name                    | Punkte |
| ---- | ----------------------- | ------ |
| 23.  | Anna Odine Strøm        | 580,2  |
| 24.  | Sofja Tichonowa         | 571,8  |
| 25.  | Chang Xinyue            | 571,2  |
| 26.  | Julia Kykkänen          | 568,3  |
| 27.  | Julia Clair             | 499,6  |
| 28.  | Maja Vtič               | 473,0  |
| 29.  | Lucile Morat            | 435,0  |
| 30.  | Anna Rupprecht          | 406,2  |
| 31.  | Alexandra Baranzewa     | 275,1  |
| 32.  | Nita Englund            | 273,6  |
| 33.  | Abby Ringquist          | 186,3  |
| 34.  | Alexandra Kustowa       | 179,5  |
| 35.  | Nicole Maurer           | 179,0  |
| 36.  | Claudia Purker          | 097,1  |
| 37.  | Elena Runggaldier       | 093,4  |
| 38.  | Romane Dieu             | 092,5  |
| 39.  | Li Xueyao               | 087,9  |
| 40.  | Atsuko Tanaka           | 087,4  |
| 41.  | Barbora Blažková        | 083,2  |
| 42.  | Nina Lussi              | 078,4  |
| 43.  | Abigail Strate          | 077,2  |
| 44.  | Anastassija Barannikowa | 075,2  |